# Sunna
Sunna (arabisch سنة ‚Brauch, gewohnte Handlungsweise, überlieferte Norm‘, Pl. sunan (سنن)) ist ein Begriff, der in vorislamischer Zeit die Sitten, Bräuche, Werte und Normen der verschiedenen arabischen Stämme bezeichnete, im Laufe der Formierung des Islams aber eine religiöse Bedeutung erhielt, indem er zur Kurzbezeichnung für die zu befolgende sunnat an-nabī, die „Handlungsweise des Propheten (Mohammed)“, wurde. In diesem Sinne ist Sunna die Grundlage der islamischen Jurisprudenz und Traditionswissenschaft. Im Laufe der Zeit haben sich verschiedene Verschiebungen in der Bedeutung des Begriffs ergeben. Das zugehörige Verb ist استنّ سنّ, DMG sanna / istanna ‚etw. vorschreiben, etw. einführen‘.

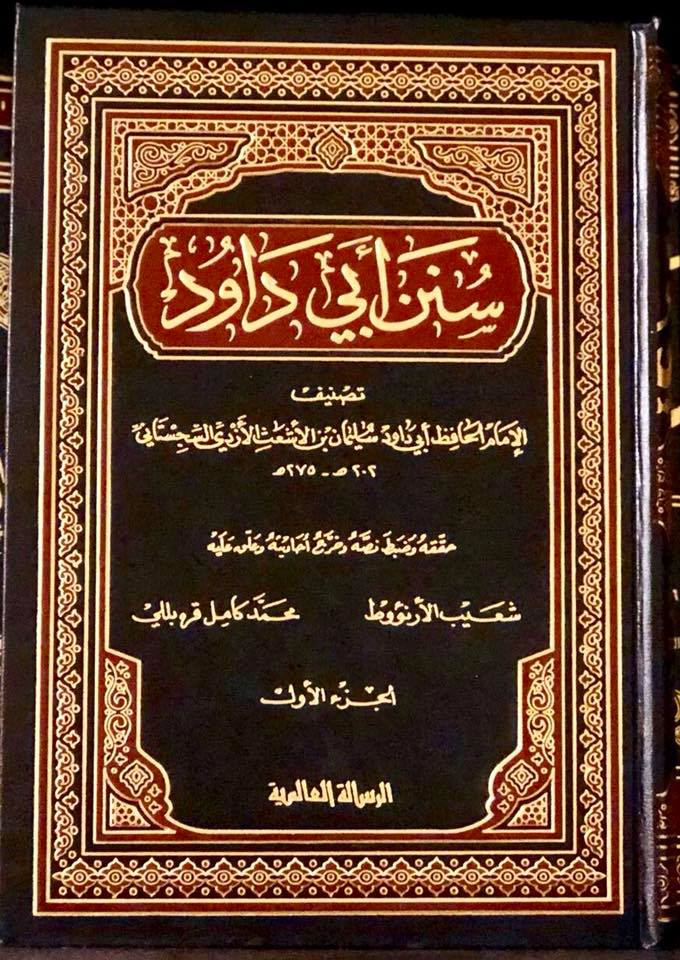
Ausgabe der bekannten Traditionssammlung von Abū Dāwūd as-Sidschistānī (Sunan Abī Dāwūd)

## Sunna im Koran
Beim Begriff Sunna handelt es sich um ein altarabisches Wort, das schon in der vorislamischen Zeit (dschāhilīya) bekannt war. Die Bedeutung wird gemeinhin mit „etablierte Praxis“ oder „Verhaltensweise“ angegeben. Im Koran erscheint das Wort Sunna insgesamt 16 Mal, es wird allerdings erst in der medinischen Periode der Verkündigung verwendet. Inhaltlich geht es an fast allen Stellen um ein „unveränderliches“ (so 33:62) Handlungsmuster Gottes, das immer dann zum Tragen kam, wenn sich die Menschen bestimmter Verfehlungen, vor allem der Nichtanerkennung der vorherigen Propheten, schuldig gemacht haben. Dieses Handlungsmuster wird als die sunnat Allāh („Verfahrensweise Gottes“) oder sunnat al-awwalīn („Verfahrensweise der ersten Generationen nach dem Propheten“) bezeichnet.
Das für den späteren Islam grundlegende Konzept einer Handlungsweise des Propheten (sunnat an-nabī) findet sich im Koran noch nicht, bereits im Koran verankert ist jedoch die das islamische Recht prägende Vorstellung der sunna māḍiya, der Sunna, die dadurch Bindekraft besitzt, dass sie schon früher zur Anwendung kam. Das arabische Verb maḍā, von dem das Partizip māḍiya abgeleitet ist, enthält, wie Meïr Bravmann gezeigt hat, beide Bedeutungen, die Vorgängigkeit und die Verbindlichkeit. Die sunnat al-awwalīn, findet sich in Sure 8:38, wo es heißt: wa-qad maḍat sunnat al-awwalīn: „schon in der Vorzeit ist gegen die früheren (Generationen in der bekannten Weise) verfahren worden.“

## Sunna, Sīra und Hadith im nachkoranischen Gebrauch
Eine weitere Bedeutung von Sunna ist: „Gebrauch“, „Usus“ im Allgemeinen und kann regional unterschiedlich sein. Schon im Muwaṭṭaʾ des Mālik ibn Anas ist die „Sunna der Medinenser“ wegweisender Bestandteil der islamischen Jurisprudenz. In allen Zentren der islamischen Welt sprach man schon zu Beginn des 2. muslimischen Jahrhunderts (8. Jahrhundert) von der „sunna bei uns“ (al-sunna ʿindanā) und von der „sunna nach unserer Auffassung“ (al-sunna fī raʾyinā) usw., ohne dabei auf die Sunna des Propheten zurückgegriffen zu haben. Das Antonym zu Sunna ist Bid'a (Ketzerei).
Schon in den frühesten Quellen des islamischen Schrifttums erscheint ein weiterer Begriff, der der Bedeutung von Sunna nahesteht: sīra (سيرة) „Prozedur“, „Verhaltens- und Lebensweise“. Oft werden beide Begriffe – wie darauf M. M. Bravmann (1972) hingewiesen hat – zusammen verwendet: „die Sunna des Propheten und seine Sīra“. In diesen Fällen ist sīra von der „Prophetenbiographie“ als literarische Gattung, ebenfalls sīra genannt, die die Vita Mohammeds zum Thema hat (Ibn Ishaq), zu unterscheiden.

Neben dem Koran ist die Sunna des Propheten die zweitwichtigste Quelle des islamischen Rechts. asch-Schafi’i (gest. 820) hat in seiner Systematisierung der islamischen Jurisprudenz den Stellenwert von Sunna als Rechtsquelle als sunnatu 'n-nabiyy (سنة النبي) genauer definiert; es sind Hadithe, die mit einer ununterbrochenen Kette (Isnad) der Überlieferer auf den Propheten zurückgehen. Es war aber erst Ahmad ibn Hanbal († 855), der eine Verbindung zwischen Sunna des Propheten als Rechtsquelle und dem Korantext herzustellen versucht hat; hierbei griff er auf Sure 33, Vers 21 zurück: 

„Im Gesandten Gottes habt ihr doch ein schönes Beispiel…“

## Die Sunna als zweite Rechtsquelle
Die Sunna des Propheten gilt nach dem Koran als die zweite Quelle des islamischen Rechts und als höchste persönliche Instanz in der Gemeinschaft der Muslime (Umma). Seine Autorität – neben der Offenbarung – wird auch im Korantext mehrfach betont: 

„Ihr Gläubigen! Gehorchet Gott und Seinem Gesandten und wendet euch nicht von ihm ab, wo ihr doch hört!“

 Siehe auch Sure 5, Vers 92; Sure 24, Vers 54 und Sure 64, Vers 12.
Derjenige, der die Sunna des Propheten befolgt, ist ṣāḥib al-sunna, der dadurch folglich auch die Eintracht in der Gemeinschaft der Muslime bewahrt; schon im zweiten muslimischen Jahrhundert (8. Jhd. n. Chr.) hat man zahlreiche Vertreter der Hadith-Wissenschaften in diesem Sinne als ṣāḥib as-sunna wal-dschamāʿa صاحب السنة والجماعة, DMG ṣāḥibu ʾs-sunna wa-ʾl-ǧamāʿa bezeichnet.

Die islamische Tradition verbindet somit Koran und Sunna zu einem zu befolgenden Maßstab als Garant für die Einheit der Muslime und bringt diesen Gedanken in der Schilderung der letzten Rede Mohammeds während der sog. Abschiedswallfahrt zum Ausdruck:

„Ich habe euch etwas Klares und Deutliches hinterlassen; wenn ihr daran festhaltet, werdet ihr niemals in die Irre gehen: Gottes Buch und die Sunna seines Propheten.“

## Kritik an derSunna
Die innerislamischen Kritiker der Sunna machen mehrere Schwachstellen der Sunna aus. Zunächst sei es problematisch, dass nicht der genaue Wortlaut der Überlieferung bekannt sei. Da die Berichte gewöhnlich nur dem Inhalt nach und nicht wortwörtlich wiedergegeben wurden, seien sie nicht vertrauenswürdig. Dies sei vor allem auch deswegen problematisch, weil die Menschen bei der Wiedergabe des Gehörten immer auch ihr Verständnis miteinfließen ließen. Somit ergäben sich im Gegensatz zum Koran nicht nur Interpretationsschwierigkeiten bezüglich des Textes, sondern die Textgrundlage an sich biete Anlass zu Zweifel und Unsicherheit. Zuletzt wird aus der angenommenen späten schriftlichen Fixierung der ḥadīṯe und der teilweise fehlerhaften Übermittlung abgeleitet, dass es zumindest in der Anfangszeit nicht als essentieller Teil der Religion wahrgenommen wurde, da sonst größere Anstrengungen zur Sicherung des Materials unternommen worden wären. Es dränge sich zudem die Frage auf, warum der Inhalt der Sunna nicht in Form des Korans offenbart wurde, worin also der Sinn zweier unterschiedlicher Offenbarungen liege.
Besonders harsche Kritik wird von den modernen Kritikern auch an den Voraussetzungen der ʿilm ar-riǧāl als Hilfswissenschaft geübt, da diese aus mehreren Gründen sehr anfällig für Fehler sei.
Kritiker des Konzepts verweisen zudem auf unterschiedliche Deutungsmöglichkeiten der Verse, die zur Legitimierung der Sunna als zweite Rechtsquelle herangezogen werden. Stattdessen wird auf andere Textstellen im Koran aufmerksam gemacht, die nach dem Verständnis der Sunna-Gegner ein Verbot der Nachahmung Muḥammads nahelegen, etwa Sure 6 Vers 38.

## Reformvorschläge
Die Vorschläge zur Reformierung der Sunna sind vielfältig; sie reichen von der Forderung nach rigoroser Abschaffung bis zu eher geringfügigen Änderungen – etwa einem stärkeren Einbezug der inhaltlichen Komponente eines ḥadīṯ bei der Bewertung seiner Authentizität, die ja traditionell vor allem an der Qualität des Isnads festgemacht wurde.
Am radikalsten wurde die Ablehnung der Sunna von der sogenannten ʾahl al-qurʾān formuliert, die die Anwendung der Sunna als eine der Hauptursachen für die schwierige Lage der islamischen Länder im 20. Jahrhundert ausmachte. Sie formierte sich in Lahore unter anderem unter ʿAbd Allāh Ğakrālawī, splitterte sich aber bald schon in mehrere Gruppierungen auf. Sie versuchte nachzuweisen, dass sich alle wesentlichen Punkte des Glaubens aus dem Koran allein ableiten ließen. Größere Verbreitung und Wirkung haben Kritiker gefunden, die die Notwendigkeit der Sunna als solche zwar akzeptierten, sie aber auf ein sichereres Fundament stellen oder sie in ihrer Bedeutung etwas abschwächen wollten.
Eine einflussreiche Strömung, die unter anderem Antwort auf diese Frage suchte, war die salafīya. Auch wenn sie in sich sehr differenziert war, so lag ein gemeinsames Anliegen doch in der Abwertung des taqlīd, des Befolgens der Regeln einer bestimmten Rechtsschule, gegenüber dem Idschtihād, der eigenständigen Findung von Rechtsnormen auf Grundlage des Korans. Im engen Zusammenhang damit stand eine wesentlich skeptischere Einschätzung der Authentizität eines Großteils des ḥadīṯ-Materials und damit im Endeffekt eine Aufwertung des Korans. Der reformerische Denker und Religionsgelehrte Raschīd Ridā (1865–1935) beanspruchte für sich aufgrund von iǧtihād das Recht, die Quellen neu zu bewerten und kommt zu dem Ergebnis, dass nur aḥādīṯ ʿamalīya rechtsrelevant seien, die zudem im Wege des mutawātira, also von einem besonders großen Personenkreis, überliefert worden sein müssen. Zu einer ähnlichen Einschätzung kam auch Sir Saiyid Ahmad Chān, der zwar ebenfalls die Sunna nicht in Gänze ablehnte, aber doch den Großteil der Überlieferungen als unglaubwürdig zurückweist.

## Sunna als Bewertungskategorie im Fiqh
Im Fiqh wird der Begriff sunna außerdem als religionsrechtliche Bewertungskategorie (ḥukm šarʿī) für Handlungen benutzt. Er dient in diesem Fall als Synonym für die Begriffe mandūb („empfohlen“), mustaḥabb („wünschenswert“), taṭawwuʿ („freiwillige Leistung“) oder nafl („über die Pflicht hinausgehendes gutes Werk“). Die Ausführung einer solchen sunna-Handlung soll im Jenseits belohnt werden, die Nicht-Verrichtung allerdings keine negativen Folgen nach sich ziehen.